# The Holiday Spirit Carries On
The Holiday Spirit Carries On è un singolo del gruppo musicale statunitense Dream Theater, pubblicato il 1º dicembre 2020.

## Descrizione
Si tratta di un medley di alcune celebri canzoni natalizie che il gruppo ha riproposto in chiave heavy metal. I ricavi delle vendite del singolo sono stati indirizzati alla crew della band che a causa della pandemia di COVID-19 non ha potuto lavorare:

## Tracce
1. The Holiday Spirit Carries On – 5:14

## Formazione
Gruppo
- James LaBrie – voce
- John Petrucci – chitarra
- John Myung – basso
- Jordan Rudess – tastiera
- Mike Mangini – batteria

Produzione
- John Petrucci – produzione
- James "Jimmy T" Meslin – missaggio, registrazione
- Maor Appelbaum – mastering